# The Voice on the Wire
The Voice on the Wire è un serial muto del 1917 diretto da Stuart Paton. In quindici episodi di due bobine l'uno, venne distribuito a scadenza settimanale dal marzo al giugno 1917.

## Produzione
Il film fu prodotto dall'Universal Film Manufacturing Company.

## Distribuzione
Distribuito dall'Universal Film Manufacturing Company, il serial - presentato da Carl Laemmle - uscì nelle sale cinematografiche statunitensi il 18 marzo 1917 (oppure il 12 marzo).
La pellicola viene considerata presumibilmente perduta.

### Date di uscite degli episodi
1. The Oriental Death Punch (18 marzo 1917)
2. Mysterious Man in Black (25 marzo 1917)
3. The Spider's Web (1º aprile 1917)
4. The Next Victim (8 aprile 1917)
5. The Spectral Hand (15 aprile 1917)
6. The Death Warrant (22 aprile 1917)
7. The Marked Crown (29 aprile 1917)
8. High Finance (6 maggio 1917)
9. The Stern Chase (13 maggio 1917)
10. The Guarded Heart (20 maggio 1917)
11. The Thought Machine (27 maggio 1917)
12. The Sign of the Thumb (3 giugno 1917)
13. Twixt Death and Dawn (10 giugno 1917)
14. The Light of Dawn (17 giugno 1917)
15. The Living Death (24 giugno 1917)